# Bracon disparilis
Bracon disparilis är en stekelart som beskrevs av Vladimir Ivanovich Tobias 1961. Bracon disparilis ingår i släktet Bracon och familjen bracksteklar. Inga underarter finns listade.